# Сьветліно
Сьветліно (пол. Świetlino) — село в Польщі, у гміні Ленчиці Вейгеровського повіту Поморського воєводства.
Населення — 236 осіб (2011).
У 1975-1998 роках село належало до Гданського воєводства.

## Демографія
Демографічна структура станом на 31 березня 2011 року:
|          | Загалом | Допрацездатний вік | Працездатний вік | Постпрацездатний вік |
| -------- | ------- | ------------------ | ---------------- | -------------------- |
| Чоловіки | 105     | 21                 | 74               | 10                   |
| Жінки    | 131     | 37                 | 75               | 19                   |
| Разом    | 236     | 58                 | 149              | 29                   |